# 1059 Муссоргскія
1059 Муссоргскія (1059 Mussorgskia) — астероїд головного поясу, відкритий 19 липня 1925 року.
Тіссеранів параметр щодо Юпітера — 3,348.